# Saison 1 de Zorro (série télévisée, 1957)
Chronologie
Saison 2 de Zorro
Cet article présente le guide des épisodes de la première saison de la série télévisée Zorro.

## Distribution

### Acteurs principaux
- Guy Williams (V.F. : Jean-Louis Jemma / Roland Ménard : épisode 12 et 13) : Don Diego de la Vega alias « Zorro »
- Henry Calvin (V.F. : Fernand Rauzena) : Sergent Demetrio López García
- Gene Sheldon : Bernardo, le muet
- Don Diamond (V.F. : Jacques Dynam) : Caporal Reyes
- George J. Lewis (V.F. : Jacques Berlioz puis Jean Ozenne) : Don Alejandro de la Vega

### Acteurs récurrents
- Britt Lomond (V.F. : Jacques Berthier) : Commandant Enrique Sanchez Monastario
- Charles Korvin (V.F. : Raymond Loyer) : Jose Sebastian Varga alias « l'Aigle »
- Romney Brent (V.F. : Maurice Pierrat) : Père Felipe
- Than Wyenn (en) (V.F. : Jacques Beauchey) : Licenciado Piña
- Vinton Hayworth (V.F. : Jean-Henri Chambois) : Magistrat Carlos Galindo (épisodes 14 à 26)

### Invités
- Rodolfo Acosta : Perico (épisode 23)
- Peter Adams : Capitaine Arturo Toledano (épisodes 24 à 27)
- Armand Alzamora : Figueroa (épisode 26)
- Jan Arvan (V.F. : Fernand Fabre): Don Ignacio Torres alias Don Nacho
- Jim Bannon : Carlos Urista
- Herschel Bernardi : Manuel Hernandez (épisode 36)
- Peter Brocco : Barca (épisode 18)
- Sebastian Cabot : Juge Vasca (épisode 9)
- Laurie Carroll : Maria Montoya (épisode 23)
- Anthony Caruso : Don Juan Ortega (épisodes 20 à 22)
- Ralph Clanton (en) : George Brighton (épisode 36)
- Edward Colmans : Don Francisco Montes (épisode 17)
- Ted de Corsia : Espinosa (épisode 30)
- Robert L. Crawford Jr. (en) : Pogo Bastinado (épisode 34)
- John Dehner : Vice-roi (épisode 13)
- Myrna Fahey : Maria Crespo (épisodes 14 à 16 et 31)
- Lisa Gaye (en) : Constancia (épisode 13)
- Anthony George : Lalo Peralta (épisode 24)
- George Keymas (en) : Roberto (épisode 20)
- Jack Kruschen : Jose Mordante (épisode 31)
- Miguel Angel Landa : Don Ramon Santil (épisode 19)
- Sandy Livingston : Rosarita Cortez (épisodes 20 et 22)
- Suzanne Lloyd : Raquel Toledano (épisodes 24 à 30)
- Peter Mamakos : Enrique Fuentes (épisodes 28 et 29)
- Nick Moro : Pepe (épisode 10)
- Jay Novello : Juan Greco (épisode 35 et 37 à 39)
- Michael Pate : Salvador Quintana (épisodes 27 à 30)
- Eugenia Paul (en) : Señorita Elena Torres
- Paul Picerni : Pedro Murrietta (épisode 33)
- Henry Rowland (en) : Comte Kolinko (épisodes 38 et 39)
- Tony Russo : Carlos Martinez (épisodes 11 et 12)
- Joan Shawlee : Serveuse Clara (épisodes 18 et 19)
- Steve Stevens : Don Rodolfo Martinez (épisode 31)
- Kent Taylor : Carlos Murrietta (épisodes 31 à 34)
- Mary Wickes : Dolores Bastinado (épisodes 32 à 34)
- Henry Wills : Messager du Roi (épisode 15)
- Frank Yaconelli : Pancho (épisode 10)
- Julie Van Zandt : Magdalena Montes (épisode 17)

## Épisode 1:Nous vous présentons le señor Zorro
- États-Unis : 10 octobre 1957

## Épisode 2:Passage secret

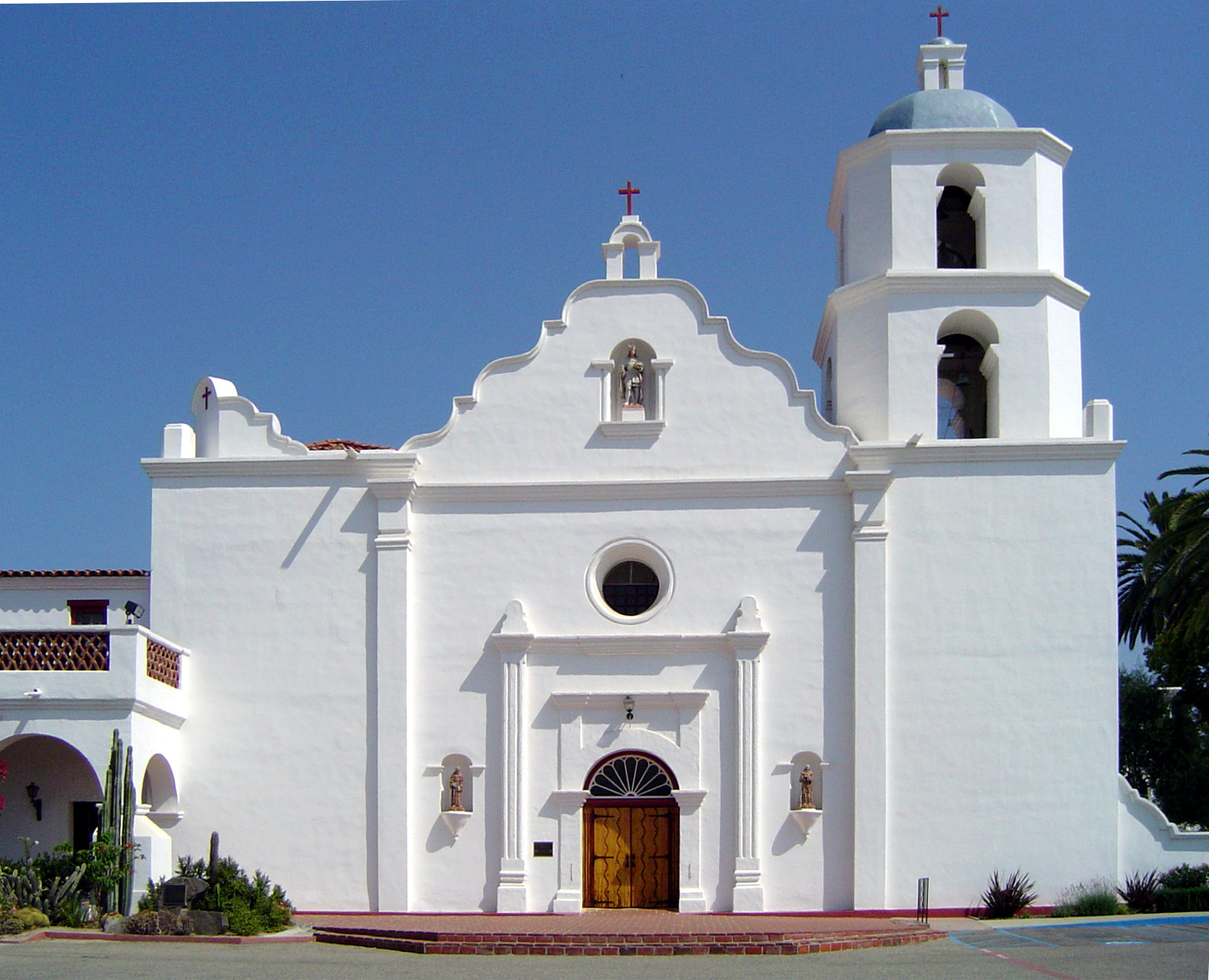
Le monastère San Gabriel (Mission San Luis Rey de Francia).

- États-Unis : 17 octobre 1957

## Épisode 3:Drame au monastère San Gabriel
- États-Unis : 24 octobre 1957

## Épisode 4:Le fantôme du moine masqué
- États-Unis : 31 octobre 1957

## Épisode 5:L'idylle de Zorro
- États-Unis : 7 novembre 1957

## Épisode 6:Zorro sauve un ami
- États-Unis : 14 novembre 1957

## Épisode 7:Monastario tend un piège
- États-Unis : 21 novembre 1957

## Épisode 8:Événement tragique
- États-Unis : 28 novembre 1957

## Épisode 9:Un procès qui finit bien
- États-Unis : 5 décembre 1957

## Épisode 10:Garcia en mission secrète
- États-Unis : 12 décembre 1957

## Épisode 11:La situation se complique
- États-Unis : 19 décembre 1957

## Épisode 12:Un escrimeur chanceux
- États-Unis : 26 décembre 1957

## Épisode 13:La chute de Monastario
- États-Unis : 2 janvier 1958

## Épisode 14:L'ombre d'un doute
- États-Unis : 9 janvier 1958

## Épisode 15:Garcia est accusé
- États-Unis : 16 janvier 1958

## Épisode 16:Esclaves de l'aigle noir
- États-Unis : 23 janvier 1958

## Épisode 17:Le sourire du danger
- États-Unis : 30 janvier 1958

## Épisode 18:Zorro combat son père
- États-Unis : 6 février 1958

## Épisode 19:La Mort rôde
- États-Unis : 13 février 1958

## Épisode 20:Agent de l'aigle noir
- États-Unis : 20 février 1958

## Épisode 21:Zorro tend un piège
- États-Unis : 27 février 1958

## Épisode 22:Zorro est démasqué
- États-Unis : 6 mars 1958

## Épisode 23:Le secret de la Sierra
- États-Unis : 13 mars 1958

## Épisode 24:Le nouveau commandant
- États-Unis : 20 mars 1958

## Épisode 25:Le renard contre le loup
- États-Unis : 27 mars 1958

## Épisode 26:Adieu, monsieur le magistrat
- États-Unis : 3 avril 1958

## Épisode 27:Les complices de l'aigle noir
- États-Unis : 10 avril 1958

## Épisode 28:Zorro par intérim
- États-Unis : 17 avril 1958

## Épisode 29:Quintana fait un choix
- États-Unis : 24 avril 1958

## Épisode 30:Zorro met le feu aux poudres
- États-Unis : 1er mai 1958

## Épisode 31:L'homme au fouet
- États-Unis : 8 mai 1958

## Épisode 32:La croix des Andes
- États-Unis : 15 mai 1958

## Épisode 33:Les bolas mortelles
- États-Unis : 22 mai 1958

## Épisode 34:Le puits de la mort
- États-Unis : 29 mai 1958

## Épisode 35:Le nœud coulant se resserre
- États-Unis : 5 juin 1958

## Épisode 36:Les regrets du sergent
- États-Unis : 12 juin 1958

## Épisode 37:L'aigle s'envole
- États-Unis : 19 juin 1958

## Épisode 38:Bernardo face à la mort
- États-Unis : 26 juin 1958

## Épisode 39:La fuite de l'aigle
- États-Unis : 3 juillet 1958

## Sources
- Zorro d’après The Curse of Capistrano de Johnston  McCulley, The Walt Disney Company, novembre 2011, DVD, Intégrale de la série, 43 heures  (EAN 8717418319885) [présentation en ligne]